# Onur Özer
Onur Özer (* 1980 in Istanbul) ist ein türkischer DJ und Produzent im Bereich Techno. 
Özer spielt seit 2005 regelmäßig in den wichtigsten Clubs weltweit. Seine erste Single erschien 2005 bei dem Berliner Minimal-Label Vakant. Sein Debütalbum Kasmir erschien 2006 ebenfalls auf Vakant. Er gehört neben Mathias Kaden, Alex Smoke und Robag Wruhme zu den wichtigsten Produzenten des Labels. Sein Track Halikarnas wurde auf der Cocoon Compilation G (Cocoon Recordings) veröffentlicht. 

## Diskografie (Auszug)

### Alben
- 2007: Kaşmir (Vakant)
- 2009: Tobi Neumann & Onur Özer - In The Mix - Green & Blue (DJ-Mix) (Cocoon Recordings)

### Singles und EPs
- 2005: Envy EP (Vakant)
- 2005: Freakdisko EP (Freude am Tanzen)
- 2006: Twilight EP (Vakant)
- 2006: Mathias Kaden / Onur Özer - Pentaton / Twilight (Vakant R)
- 2007: Red Cabaret EP (Vakant)
- 2007: Onur Özer / Mathias Kaden - Red Cabaret / Synkope (Remixes) (Vakant R)
- 2008: Kaşmir Remixes (Vakant R)
- 2008: Untitled (Vakant)
- 2009: Kaşmir Remixes #2 (Vakant R)
- 2010: Clavichordrama (Cocoon Recordings)